# Lophocampa cibriani
Lophocampa cibriani är en fjärilsart som beskrevs av Beutelspacher 1986. Lophocampa cibriani ingår i släktet Lophocampa och familjen björnspinnare. Inga underarter finns listade i Catalogue of Life.

## Bildgalleri

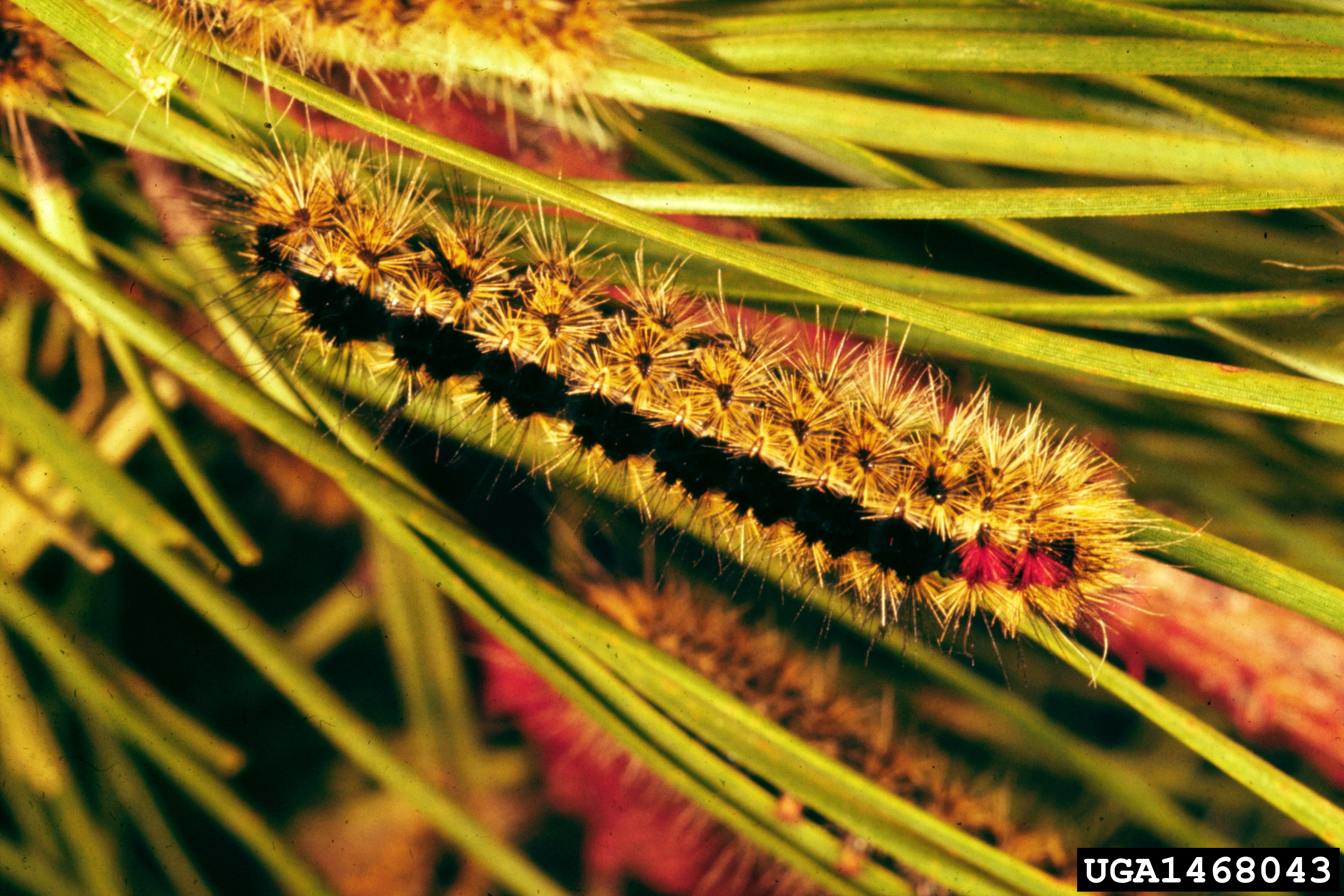